# Ánand (Gudžarát)
Ánand (gudžarátsky અાણંદ, hindsky आणंद) je město v Gudžarátu, jednom z indických svazových států. K roku 2011 měl bezmála 200 tisíc obyvatel. Od roku 1997 je centrem stejnojmenného okresu.
Město je známé jako hlavní sídlo mlékárenského družstva Amul, které sdružuje přibližně tři milióny výrobců mléka.

## Poloha a doprava
Ánand leží na spojnici mezi Ahmadábádem, největším gudžarátským městem, které se nachází přibližně 65 kilometrů od Ánandu, a Vadodará, které leží přibližně 35 kilometrů jihovýchodně od Ánandu.
Přes Ánand vedou dálnice NE 1 i železnice spojující obě tato větší města.